# Liste des reines des Belges

Armoiries royales de la Belgique.

Depuis la création du royaume le 25 février 1831, la Belgique a connu sept reines des Belges, selon l’appellation royale de leurs époux,, les rois des Belges.
Léopold III, s'est remarié à Lilian Baels durant son règne, celle-ci ne fut jamais reine des Belges mais seulement princesse de Belgique, et fut aussi connue comme la princesse de Réthy.
L’actuelle reine des Belges est Mathilde d'Udekem d'Acoz, qui a reçu ce titre en 2013 lorsque son époux Philippe est devenu roi.

## Reines des Belges

### Liste des reines des Belges et épouse du roi des Belges
| Rang | Portrait                             | Reine                                                                                                | Période                                                            | Époux       | Maison                                                                                         |
| ---- | ------------------------------------ | --- | ------------------------------------------------------------------ | ----------- | ---------------------------------------------------------------------------------------------- |
| 1    | Louise d’Orléans                     | Louise d’Orléans Née le 3 avril 1812 à Palerme — Morte le 11 octobre 1850 à Ostende                  | 9 août 1832 — 11 octobre 1850 (18 ans, 2 mois et 2 jours)          | Léopold Ier | Maison d’Orléans (fille de Louis-Philippe Ier)                                                 |
| 2    | Marie-Henriette d’Autriche           | Marie-Henriette de Habsbourg-Lorraine Née le 23 août 1836 à Pest — Morte le 19 septembre 1902 à Spa  | 10 décembre 1865 — 19 septembre 1902 (36 ans, 9 mois et 9 jours)   | Léopold II  | Maison de Habsbourg-Lorraine (fille de Joseph de Habsbourg-Lorraine, comte palatin de Hongrie) |
| 3    | Élisabeth en Bavière                 | Élisabeth en Bavière Née le 25 juillet 1876 à Possenhofen — Morte le 23 novembre 1965 à Laeken       | 17 décembre 1909 — 17 février 1934 (24 ans et 2 mois)              | Albert Ier  | Maison de Wittelsbach (fille de Charles-Théodore en Bavière)                                   |
| 4    | Astrid de Suède                      | Astrid de Suède Née le 17 novembre 1905 à Stockholm — Morte le 29 août 1935 à Küssnacht am Rigi      | 17 février 1934 — 29 août 1935 (1 an, 6 mois et 12 jours)          | Léopold III | Maison Bernadotte (fille de Charles de Suède, duc de Westrogothie)                             |
| —    | Lilian Baels                         | Lilian Baels, princesse de Réthy Née le 28 novembre 1916 à Londres — Morte le 7 juin 2002 à Waterloo | Épouse 6 décembre 1941 — 16 juillet 1951 9 ans, 7 mois et 10 jours | Léopold III |                                                                                                |
| 5    | Baudouin et Fabiola de Mora y Aragón | Fabiola de Mora y Aragón Née le 11 juin 1928 à Madrid — Morte le 5 décembre 2014 à Bruxelles         | 15 décembre 1960 — 31 juillet 1993 (32 ans, 7 mois et 16 jours)    | Baudouin    | Maison de Mora (fille de Gonzalo de Mora y Fernández Riera del Olmo)                           |
| 6    |                                      | Paola Ruffo di Calabria Née le 11 septembre 1937 à Forte dei Marmi                                   | 9 août 1993 — 21 juillet 2013 (19 ans, 11 mois et 12 jours)        | Albert II   | Famille Ruffo di Calabria (fille de Fulco Ruffo di Calabria)                                   |
| 7    | Mathilde d’Udekem d’Acoz             | Mathilde d’Udekem d’Acoz Née le 20 janvier 1973 à Uccle                                              | Depuis le 21 juillet 2013 (11 ans, 7 mois et 21 jours)             | Philippe    | Famille d’Udekem (fille de Patrick d’Udekem d’Acoz)                                            |

## Documentaire
- Le temps d’une histoire – les reines des Belges, dans l’ombre des rois : documentaire réalisé par Clément Nourry et Stanislas Berrier en 2020.